# Anoeconeossa kalgoorliensis
Anoeconeossa kalgoorliensis är en insektsart som beskrevs av Taylor 1987. Anoeconeossa kalgoorliensis ingår i släktet Anoeconeossa och familjen rundbladloppor. Inga underarter finns listade i Catalogue of Life.